# Wybory parlamentarne w Togo w 2018 roku
Wybory parlamentarne w Togo odbyły się 20 grudnia 2018 roku. Zwyciężył w nich Unia na rzecz Republiki uzyskując 59 miejsc w parlamencie. Mandat uzyskali przedstawiciele sześciu ugrupowań.. 
W wyborach wzięło udział 1 869 717 wyborców. Uprawnionych do głosowania było 3 155 837 osób. Daje to frekwencję na poziomie 59,25%. Obywatele Togo wybierali 91 przedstawicieli do Zgromadzenia Narodowego na pięcioletnią kadencję. W wyborach zastosowano ordynację proporcjonalną. 